# Pisang Ambon

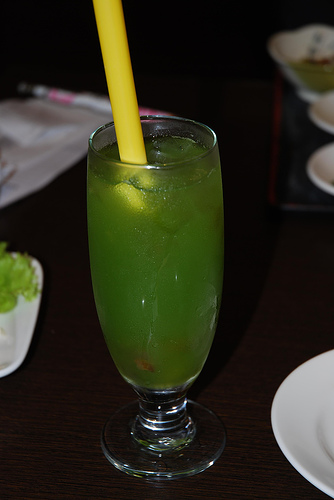
Cocktail mit Pisang Ambon

Pisang Ambon ist ein niederländischer Fruchtlikör mit 20 %vol Alkohol.
Das Rezept des Likörs stammt ursprünglich aus Indonesien, wurde aber 1948 von einem Soldaten in die Niederlande gebracht. Nach einigen Rezepturänderungen wurde er erstmals von der Destillerie Levert & Co vertrieben. Heute wird Pisang Ambon von Lucas Bols hergestellt.
Der Likör ist grün und schmeckt hauptsächlich nach Banane, hinzu kommt der Geschmack von Kräutern und Gewürzen. Er wird meistens als Cocktailzutat verwendet.
Das Wort Pisang bedeutet Banane, der Likör hat aber nichts mit der grünen Bananenart zu tun, die auf der Insel Ambon gedeiht.